# Post Piotrowy
Post Piotrowy – jeden z okresów postnych w liturgii prawosławnej i Katolickich Kościołów wschodnich o różnej długości. Trwa od jednego do sześciu tygodni: rozpoczyna się w poniedziałek, osiem dni po Pięćdziesiątnicy i trwa do 28 czerwca/11 lipca, tj. 11 lipca według kalendarza gregoriańskiego, czyli do wigilii święta św. Piotra i św. Pawła.